# Rule (Texas)
Rule es un pueblo ubicado en el condado de Haskell en el estado estadounidense de Texas. En el Censo de 2010 tenía una población de 636 habitantes y una densidad poblacional de 352,31 personas por km².

## Geografía
Rule se encuentra ubicado en las coordenadas 33°10′55″N 99°53′36″O / 33.18194, -99.89333. Según la Oficina del Censo de los Estados Unidos, Rule tiene una superficie total de 1.81 km², de la cual 1.81 km² corresponden a tierra firme y (0%) 0 km² es agua.

## Demografía
Según el censo de 2010, había 636 personas residiendo en Rule. La densidad de población era de 352,31 hab./km². De los 636 habitantes, Rule estaba compuesto por el 84.28% blancos, el 2.36% eran afroamericanos, el 0% eran amerindios, el 0.31% eran asiáticos, el 0% eran isleños del Pacífico, el 10.69% eran de otras razas y el 2.36% pertenecían a dos o más razas. Del total de la población el 26.1% eran hispanos o latinos de cualquier raza.